# Mama, I'm Coming Home
Mama, I'm Coming Home är en sång framförd av Ozzy Osbourne, utgiven som singel den 18 november 1991. Den är skriven av Lemmy Kilmister, Osbourne och Zakk Wylde. "Mama, I'm Coming Home" nådde andra plats på Hot Mainstream Rock Tracks.
Osbourne framförde "Mama, I'm Coming Home" vid konserten Back to the beginning den 5 juli 2025, vilket blev hans sista framträdande.

## Medverkande
- Ozzy Osbourne – sång
- Zakk Wylde – gitarr
- Bob Daisley – basgitarr
- Randy Castillo – trummor